# Républicains modérés
Ne doit pas être confondu avec Modérés (Révolution française).
Les « républicains modérés » ou « modérés », aussi appelés « républicains opportunistes » ou « républicains de gouvernement », sont en France, au cours de la première moitié de la Troisième République, un courant politique républicain initialement considéré comme étant de gauche, et qui est à l'origine de certaines idées de la gauche mais aussi de la droite républicaine et libérale d'aujourd'hui. Le mot a été essentiellement utilisé sous la IIIe République et la IVe République (de Jules Ferry à Paul Reynaud).

## De l'origine du mot «modéré»
Le mot « modéré », certainement apparu au tout début de la IIIe République, vient de l'expression « républicains modérés », par contraste avec l'autre tendance républicaine : les « républicains radicaux », qui sont plus catégoriques dans la lutte anticléricale. Les modérés représenteraient plutôt la moyenne bourgeoisie libérale, et les radicaux, la petite bourgeoisie, en rivalité, à leur gauche, avec le mouvement ouvrier et socialiste.
À la création de la IIIe République, le parlement est divisé entre républicains radicaux (siégeant à l'extrême gauche), républicains modérés (siégeant à gauche), monarchistes ralliés à la République (libéraux, centre gauche), monarchistes orléanistes, monarchistes légitimistes et bonapartistes (ces trois derniers groupes représentant la droite).
Dans les années 1880-1910, avec la progression du nombre de députés radicaux, puis radicaux-socialistes, puis socialistes (à partir de 1885), les modérés sont poussés vers la droite de l'hémicycle. D'autant que, dans le même temps, les bancs de droite sont libérés par la quasi-disparition des députés monarchistes et bonapartistes.
Pour autant, les républicains modérés continuent toujours à siéger dans des groupes parlementaires rappelant leur origine : républicains de gauche, gauche républicaine, gauche démocratique, etc. Après la Libération, les modérés se regroupent encore dans un parti appelé le Rassemblement des gauches républicaines (RGR), bien qu'il s'agisse clairement de républicains de centre-droit.

## Histoire des modérés

### Le temps de Jules Ferry et Léon Gambetta
Au début de la IIIe République, les Républicains modérés sont essentiellement divisés, au Parlement, en deux tendances : le groupe de la Gauche républicaine de Jules Ferry, père de l'école laïque et promoteur de la colonisation, qui a une approche plus philosophique en liaison avec les idées des Lumières, et l'Union républicaine de Gambetta, un pragmatique, qui est un peu plus libéral et social et affirme avoir vocation à représenter « le Français moyen ». Dès 1876, une partie des plus radicaux rompent avec le gouvernement républicains, formant alors le groupe Extrême gauche, sous la direction de Louis Blanc.
Les républicains considèrent que le régime ne pourrait se consolider que par étapes successives. Pour les « modérés », l'équilibre du nouveau régime repose sur une alliance tacite entre la paysannerie rurale et la petite bourgeoisie urbaine, qui représente la majorité de la société et qu'il n'est pas opportun de contrarier[réf. souhaitée]. Ce mouvement domine la vie politique française de 1876 aux années 1890.
Les républicains opportunistes rompent avec les radicaux, qui prônent des changements profonds et immédiats de la société, après l'échec du gouvernement Léon Gambetta, ce qui engendre des débats beaucoup plus tendus au Parlement, en particulier avec Georges Clemenceau. De plus, le groupe de la Gauche républicaine se reforme en groupe parlementaire avec une organisation plus stricte sous le nom d'Union démocratique. Pour contrer l'Union des droites aux élections législatives de 1885, l'ensemble des « modérés » se regroupent au second tour au sein de l’alliance de l’Union des gauches en incorporant aussi le groupe de Centre gauche. Cette alliance de « défense républicaine » l’emporte et les républicains obtiennent une majorité à la Chambre. Leur politique, qualifiée péjorativement d'« opportuniste », permet l'enracinement de la République dans le pays, et l'essentiel du programme du mouvement est mis en œuvre. Lors des élections législatives de 1893, le groupe d'Union des gauches se transforme en Groupe des républicains de gouvernement mais dès 1894, avec la politique d'apaisement à l'égard des catholiques ralliés à la République et à l'affaire Dreyfus, l'aile gauche gambettiste fait scission et forme l'Union progressiste mais reste un groupe ouvert jusqu'en 1896 comptant plusieurs radicaux et des membres des républicains de gouvernements et rentre dans l'opposition face aux progressistes de Jules Méline en 1898.

### Alliance démocratique et Fédération républicaine
Après 1899 et l'échec du Grand cercle républicain, les modérés se divisent en deux partis politiques, ce qui constitue une nouveauté à droite, et encore ont-ils du mal à imposer des lignes vraiment homogènes face à la tout-puissance des groupes parlementaires et des élus.
L'aile gauche des modérés, favorable à l'alliance avec le Parti radical-socialiste au sein du gouvernement Waldeck-Rousseau forme l'Alliance républicaine démocratique (1901-1940). L'aile droite des modérés, opposée au gouvernement Waldeck-Rousseau, forme la Fédération républicaine (1903-1940).
L'ARD et la FR sont les deux grands partis de la droite républicaine de la seconde moitié de la IIIe République. L'Alliance républicaine démocratique est un vivier de présidents de la République, de présidents du Conseil, de ministres. La Fédération républicaine absorbe les catholiques ralliés à la République de l'Alliance libérale populaire et connaît sur son aile droite une orientation nationaliste dans les années 1930, ses membres préférant alors le terme de « national » à celui de « modéré ».

### Les Républicains indépendants sous laIVeRépublique
L'entrée dans la Quatrième République est difficile pour les modérés appelés désormais Républicains indépendants (RI). En effet, ils sont considérés comme responsable de l'échec de la IIIe République, et de ce fait n'attirent que très peu d'électeurs. Progressivement ils jouent un rôle dans la sphère politique, avec l'arrivée progressive de trois petites formations politiques, le Parti républicain de la liberté (ou PRL) dont le représentant principal est Michel Clemenceau, les Républicains indépendants avec René Coty puis plus tard Valéry Giscard d'Estaing, et le Parti paysan d'union sociale né en 1945 sous la direction de Paul Antier. Ces trois partis se fédèrent en 1951 pour former une force politique qui représente la droite modérée et républicaine, c'est le Centre national des indépendants et paysans, aussi appelé le CNIP.
Le CNIP est un parti de cadres, à l'opposé d'un parti de masse, c'est-à-dire que son but n'est pas d'avoir le plus possible d'adhérents, mais d'avoir un maximum d'élus à l'Assemblée Nationale. On dit aussi que c'est un parti de notables, car il y a une véritable relation entre les membres du parti, notamment parce que dans de nombreux cas les candidats le sont de père en fils. Dans ce type de parti, chacun est invité à suivre sa propre volonté pour ce qui est des votes : on n'invite pas les électeurs à voter pour un groupe spécifique.
Ce parti est marqué par un certain nombre de principes, notamment par l'importance de l'industrie et du commerce. La France rurale y est mise en valeur. Ils soutiennent l'enseignement laïque alors que le MRP reste sur sa position, c'est-à-dire pour l'enseignement privé.
Pour ce qui est de son aspect politique, son organisation semble être un problème car il reste trop discret pour devenir important.
Ses cadres et surtout ses électeurs sont très proches des gaullistes.
Antoine Pinay, un modéré, reste un président du Conseil assez important en 1952 ce qui attire les regards vers le parti.
En 1962, les Républicains Indépendants quittent le CNIP et forment la Fédération nationale des républicains indépendants. Le CNIP a approché le Mouvement républicain populaire chrétien-démocrate et formé avec elle le Centre démocrate. RI et le Centre des démocrates sociaux (in-CD) ont fusionné pour former Union pour la démocratie française à la fin des années 1970. En 1998, la Démocratie libérale (ex-Parti républicain) se sépare de l'UDF et fusionne avec l'Union pour un mouvement populaire, d'orientation gaulliste.